# Evi Van Acker
Evi Van Acker (23 de setembre de 1985) és una marinera professional belga. Té una llicenciatura en Química i actualment està estudiant per a una carrera en bioenginyera.
Va començar a navegar als 7 anys en un bot d'Optimist i aviat va començar el programa de joves del Club de Vela Real de Bèlgica. El 1998 es va convertir en campiona d'Europa a la classe Optimist. El 2000 es va traslladar a la classe Europa i es va col·locar 17 º en el Campionat del Món de 2003. Després d'haver transferit a la Laser Radial, es va convertir en campiona d'Europa en 2006, 2007 i 2011, i va acabar en el segon lloc en el Campionat Mundial de 2011.
El 6 d'agost de 2012 va guanyar la medalla de bronze en els Jocs Olímpics en la competició de vela a la classe Laser Radial, darrere de Xu Lijia de la Xina i Marit Bouwmeester dels Països Baixos.